# 紅鰭擬鱗鮋
紅鰭擬鱗鮋（学名：Paracentropogon rubripinnis），又名葉鰧、葉虎魚，是鲉形目鮋亞目真裸皮鮋科擬鱗鮋屬（Paracentropogon，有分類作赤鮋屬）的海水鱼类。分布于本州以南的日本各地、朝鮮半島南部的淺岩礁及潮間帶。
体長不超過9.3cm，色赤。由於體型細小，常被作為水族箱的養殖品種。背鰭有毒刺。